# Christian Schweitzer

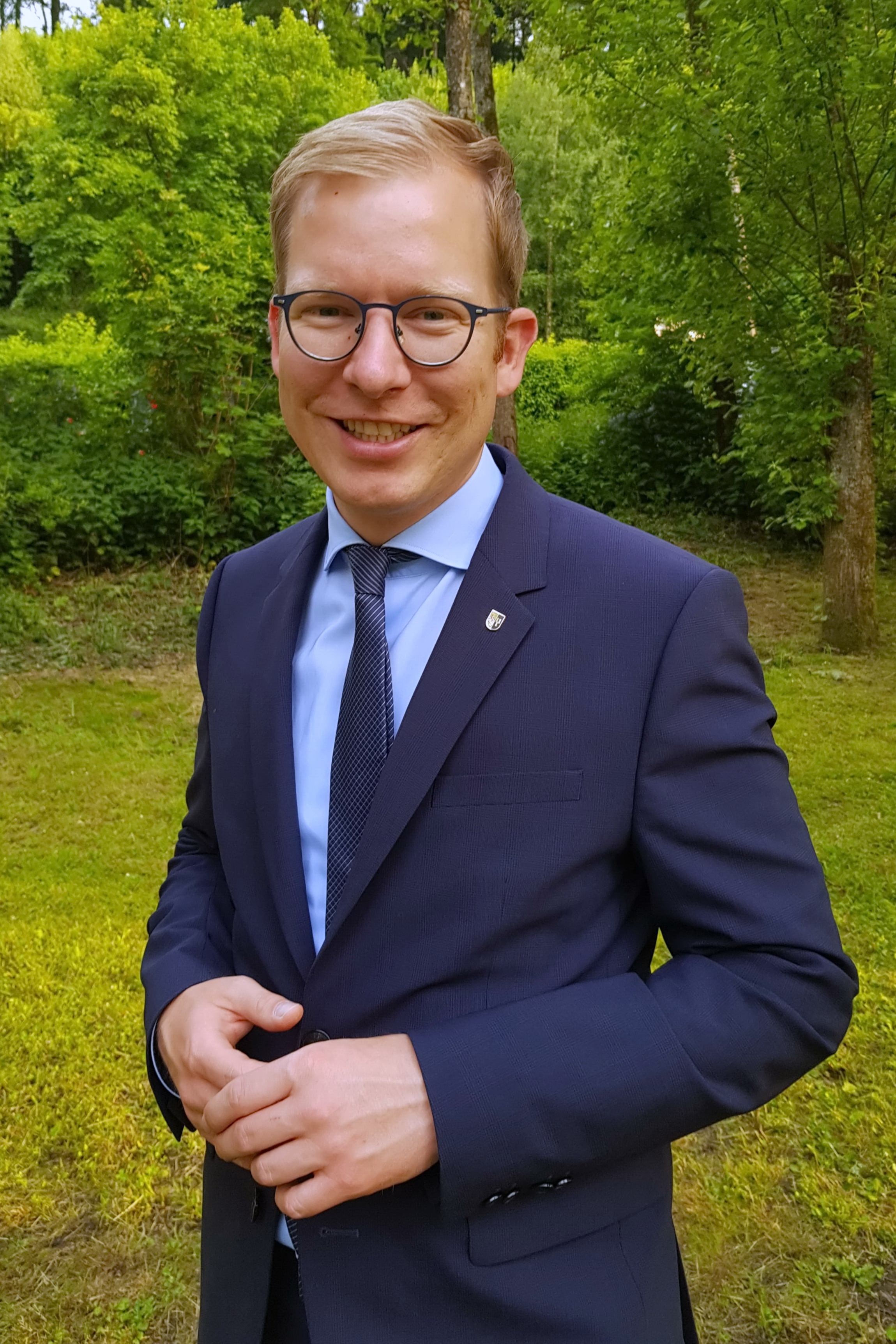
Christian Schweitzer (2022) in Ispei

 Christian Schweitzer (* 22. Juli 1987 in Iserlohn) ist ein deutscher Verwaltungsbeamter und seit dem 1. November 2020 Bürgermeister der Stadt Hemer im Märkischen Kreis, Nordrhein-Westfalen.
Schweitzer schloss nach dem Abitur am Friedrich-Leopold-Woeste-Gymnasium ein Studium zum Diplom-Verwaltungsbetriebswirt und anschließend ein Masterstudium zum Wirtschaftsjuristen ab. Nach seinem Zivildienst trat er 2007 in den Dienst der Stadt Hemer. Ab 2017 war er als Baudezernent Mitglied des Verwaltungsvorstandes und danach als Erster Beigeordneter auch allgemeiner Vertreter des damaligen Bürgermeisters Michael Heilmann. Er ist Mitglied der CDU und wurde 2020 zum Bürgermeister der Stadt Hemer gewählt. Im September 2024 erklärte er, bei der Kommunalwahl im Herbst 2025 erneut als Bürgermeister zu kandidieren.
Christian Schweitzer ist verheiratet und Vater.